# サッカーフェロー諸島代表
サッカーフェロー諸島代表（サッカーフェローしょとうだいひょう、フェロー語:Føroyska fótbóltsmanslandsliðið）は、フェロー諸島サッカー協会(FSF)によって編成されるフェロー諸島のサッカーのナショナルチームである。「landsliðið」という愛称で知られている。
フェロー諸島の人口は4.8万人である。人口の観点で言えば、ジブラルタル（人口2.8万人）、サンマリノ（人口3.0万人）とリヒテンシュタイン（人口3.4万人）に次いで、UEFA加盟国（または地域）中4番目に小さな国である。アンドラ（7.0万人）もサンマリノやフェロー諸島同様の小規模国家である。これまでにUEFA欧州選手権やFIFAワールドカップの本大会に出場したことはない。1989年と1991年にはアイランド・ゲームズのサッカー競技に出場し、どちらの大会でも優勝した。2000-01シーズンには初めてノルディック・サッカー選手権に出場したが、この大会はそれ以来開催されていない。

## 歴史

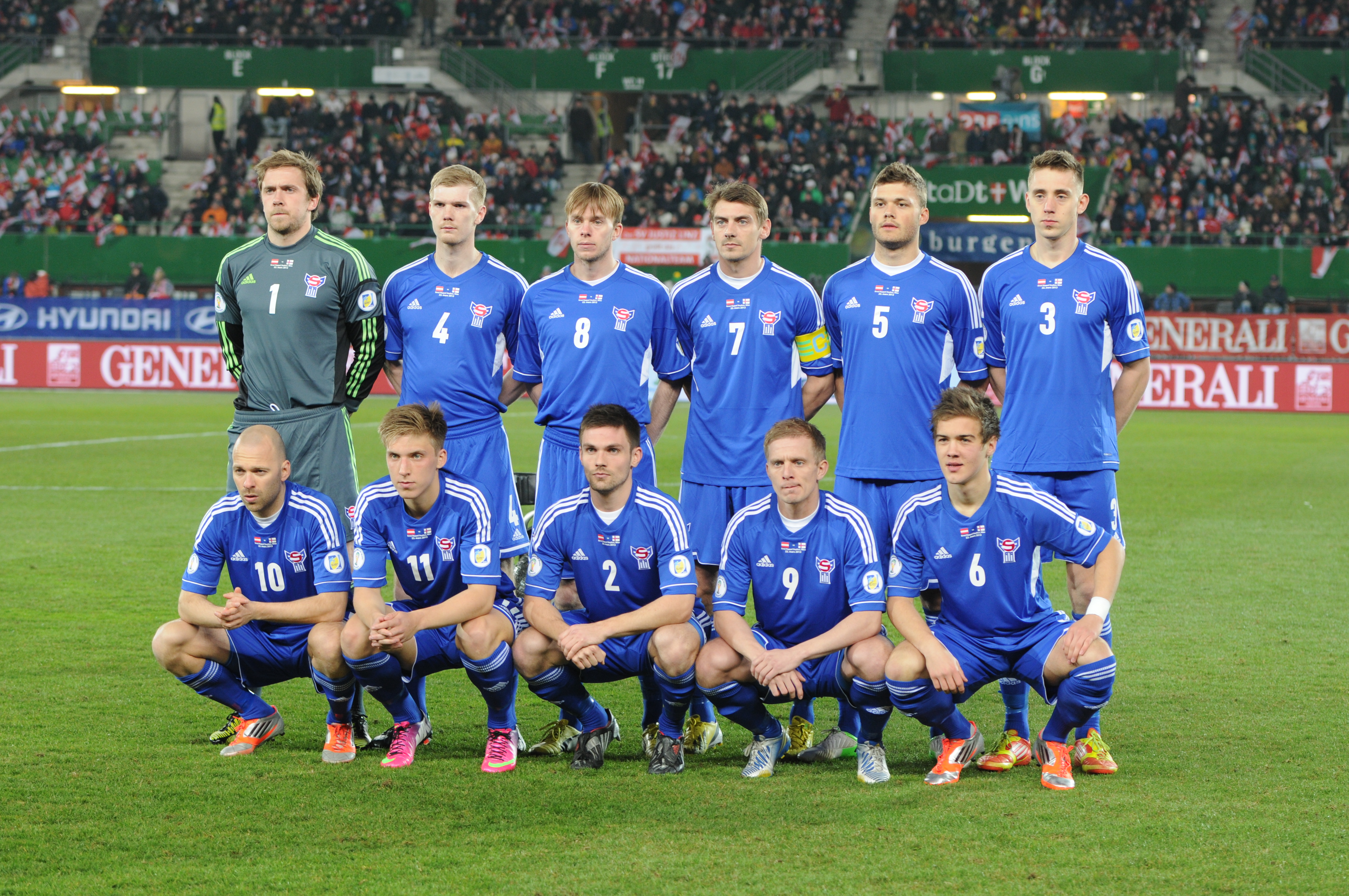
2013年のフェロー諸島代表

### FIFA/UEFA加盟
フェロー諸島はデンマークの自治領であるが、Atli Dam首相がフェロー諸島サッカー連盟の独立を本国に働きかけ、フェロー諸島サッカー協会(FSF)は1988年7月2日に国際サッカー連盟(FIFA)の会員となり、1990年4月18日に欧州サッカー連盟(UEFA)の会員となった。フェロー諸島代表は1930年から存在していたが、FIFAもFSFも1988年以降の試合を公式試合とみなしている。1988年以前における初試合は、1930年6月9日にシェトランド諸島のラーウィックで行われたシェトランド諸島戦(1-5)である。1988年以降における初試合は、1988年8月24日にアイスランドのアクラネースで行われたアイスランド戦(0-1)である。加盟当初は島内に芝生の競技場が存在せず、ホームゲームは地理的に近いスウェーデンのスタジアムでホームゲーム扱いの試合を行っていた。80年代にサッカー協会は島内のグラウンドの人工芝化を推し進めると、年間280日は雨が降るという島特有の劣悪な気候に悩まされることはなくなり、練習や試合を満足にこなせるようになった。結果として、競技人口は増加し、選手のレベル向上にも繋がった。初の公式戦勝利は1989年に行われたカナダとの親善試合(1-0)であった。
ヨーロッパの自治領・海外領土で、単独でFIFA及びUEFAに加盟したのはフェロー諸島が最後だったが、イギリスの海外領土であるジブラルタル代表が2013年にUEFAに正式加盟した。チェチェンやコソボなどの自治領レベルの協会、ナショナルチームが存在するが、東欧革命以降に誕生したコソボ等の協会、ナショナルチームに関しては、FIFA及びUEFAの承認、加盟が政治的問題に発展する可能性を孕んでいる。

### 1990年代
UEFA EURO '92予選
初めて参加した国際大会はUEFA EURO '92予選であり、グループ4に組み分けられてユーゴスラビア、デンマーク、北アイルランド、オーストリアと同組となった。その初戦となった1990年9月12日のオーストリア戦では、1-0で勝利してサッカー史に残る番狂わせを演じた。当時は選手全員アマチュアで、この試合でファインセーブを連発したGKはトラック運転手、キャプテンは水産会社に勤めていた。同予選では北アイルランドからも勝ち点1を奪っている。1勝1分6敗（3得点26失点）の勝ち点4で5ヶ国中最下位であった。
1994 FIFAワールドカップ・予選
FIFAワールドカップ予選には1994 FIFAワールドカップ・ヨーロッパ予選から参加している。グループ4に組み分けられ、ルーマニア、ベルギー、チェコスロバキア 、ウェールズ、キプロスと同組となったが、10戦全敗（1得点38失点）で6ヶ国中最下位であった。
UEFA EURO '96予選
UEFA EURO '96予選ではグループ8に組み分けられ、ロシア、スコットランド、ギリシャ、フィンランド、サンマリノと同組となった。ホーム&アウェーでのサンマリノ戦で勝利を挙げ、2勝8敗（10得点35失点）の勝ち点6で6ヶ国中5位となり、国際大会予選で初めて最下位を脱した。
1998 FIFAワールドカップ・予選
1998 FIFAワールドカップ・ヨーロッパ予選ではグループ6に組み分けられ、スペイン、ユーゴスラビア、チェコ、スロバキア、マルタ共和国と同組となった。マルタ共和国からはホーム&アウェーともに勝ち点3を獲得し、2勝8敗（10得点31失点）の勝ち点6で6ヶ国中5位となり、国際大会予選で2大会続けて最下位から逃れた。
UEFA EURO 2000予選
UEFA EURO 2000予選ではグループ9に組み分けられ、チェコ、スコットランド、ボスニア・ヘルツェゴビナ、リトアニア、エストニアと同組となった。0勝3分7敗（4得点17失点）の勝ち点3で6ヶ国中最下位だった。

### 2000年代
2002 FIFAワールドカップ・予選
2002 FIFAワールドカップ・ヨーロッパ予選ではグループ1に組み分けられ、ロシア、スロベニア、ユーゴスラビア、スイス、ルクセンブルクと同組となった。この予選では大きな成功を収め、ホームでのスロベニア戦に2-2で引き分けたほか、アウェーでのルクセンブルク戦に2-0で勝利し、ホームでもルクセンブルクを1-0で下して、勝ち点7を獲得。2勝1分7敗（6得点23失点）の勝ち点7で6ヶ国中5位となり、2大会ぶりに最下位を回避した。
UEFA EURO 2004予選
UEFA EURO 2004予選ではグループ5に組み分けられ、ドイツ、スコットランド、アイスランド、リヒテンシュタインと同組となった。ホームでのスコットランド戦で勝ち点1を挙げ、7得点18失点（0勝1分7敗）と得失点差を大幅に改善したが、6ヶ国中最下位に終わった。
2006 FIFAワールドカップ・予選
2006 FIFAワールドカップ・ヨーロッパ予選ではグループ4に組み分けられ、フランス、スイス、イスラエル、アイルランド共和国、キプロスと同組となった。しかし、同予選で挙げた勝ち点はキプロス共和国戦(2-2)で挙げた1点のみに留まり、0勝1分9敗（4得点27失点）で6ヶ国中最下位に終わった。
UEFA EURO 2008予選
UEFA EURO 2008予選ではグループBに組み分けられ、イタリア、フランス、スコットランド、ウクライナ、リトアニア、ジョージアと同組となった。2007年6月2日のイタリア戦では77分まで同点を保つ緊迫した展開に持ち込み、世界王者相手に接戦を演じた。予選全体では4得点43失点で12戦全敗であり、7ヶ国中最下位に終わった。4得点はいずれもRógvi Jacobsenが記録したものであり、このうちの2点はイタリアから挙げた得点であった。2008年夏には2試合の親善試合を行った。6月1日に行われたエストニア戦には3-4で敗れたが、国際Aマッチで初めて3得点を挙げた。ポルトガルには0-5で敗れた。
2010 FIFAワールドカップ・予選
2010 FIFAワールドカップ・ヨーロッパ予選ではグループ7に組み分けられ、セルビア、フランス、オーストリア、リトアニア、ルーマニアと同組となった。初戦のセルビア戦には0-2で敗れたが、セルビア戦の数日後のルーマニア戦では約60分間を無失点に抑え、0-1の僅差での敗戦となった。2008年10月11日に行われたオーストリア戦には1-1で引き分け、過去4年間の国際大会予選で初の勝ち点を挙げた。オーストリア戦とリトアニア戦後、フェロー諸島を3年間指揮したイェグヴァン・マルティン・オルセン監督は退任を発表した。2009年3月22日にはアイスランドと親善試合を行って2-1で勝利。アイスランド相手に初めて白星を挙げた。4月5日、アイルランド共和国代表を指揮していたブライアン・カーが新監督に就任した。9月9日にはリトアニアに2-1で勝利し、2002 FIFAワールドカップ予選以来となる公式戦での勝利を挙げた。

### 2010年代
UEFA EURO 2012予選
UEFA EURO 2012予選では、イタリア、セルビア、北アイルランド、スロベニア、エストニアと同組となった。2010年8月11日のエストニア戦では、アウェーで勝利に近づいた。前半にヨアン・シムン・エドムンドソンが先制点を挙げてフェロー諸島がリードし、90分を迎えた段階でも1-0のままであったが、ロスタイムにエストニアが2得点して逆転し、フェロー諸島は1-2で敗れた。エストニア戦の2ヶ月後の10月12日、トフティルで行われた北アイルランド戦(1-1)では格上相手にドローに持ち込んだ。ストライカーのクリスティアン・ホルストが60分に先制点を挙げ、その16分後に北アイルランドのカイル・ラファティが同点弾を決めたが、両者は勝ち点1ずつを積み上げた。2011年6月7日、フェロー諸島はエストニアを2-0で破った。キャプテンのフロディ・ベンヤミンセンが43分にPKで先制点を挙げ、ベンヤミンセンの2回目のPKの際にアルンビョルン・ハンセンが駄目押しの得点を挙げた。UEFA欧州選手権予選での勝利は1995年以来16年ぶりであった。予選10試合を1勝1分8敗の勝ち点4（6得点26失点）で終え、6ヶ国中最下位であった。
2014 FIFAワールドカップ・予選
2014 FIFAワールドカップ・ヨーロッパ予選では、ドイツ、スウェーデン、オーストリア、カザフスタン、カー監督がかつて指揮したアイルランド共和国と同組となった。しかし、フェロー諸島サッカー協会(FSF)は「カー監督と新契約を結ぶことはない」と発表し、2011年10月26日にカー監督が退任した。11月8日、UEFA EURO 1992でデンマーク代表キャプテンを務めたラルス・オルセンが新監督に就任すると発表された。アラン・シモンセン、ヘンリク・ラルセンに次いで、オルセン監督はデンマーク人として3人目のフェロー諸島代表監督となった。5節から7節まではすべてアウェー、8節から最終10節まではすべてホームという変則的な日程をこなし、ホームでのカザフスタン戦に1-1と引き分け、10試合で1分9敗の勝ち点1、4得点29失点の成績を残した。4得点中3得点は23歳以下の選手によるものであり、特にスコティッシュ・プレミアリーグやデンマーク・スーペルリーガでのプレー経験がある21歳のハルル・ハンソンが2得点を記録した。フェロー諸島の人口はわずか5万人ながら、ホームゲーム5試合で平均4,690人の観客を集めた。
UEFA EURO 2016予選
UEFA EURO 2016予選では、ギリシャ、ルーマニア、ハンガリー、フィンランド、北アイルランドと同組となった。2014年11月14日のアウェーのギリシャ戦では後半16分にヨアン・シムン・エドムンドソンが決勝点を決め、1-0で勝利した。さらに2015年6月13日のホームのギリシャ戦でも前半32分にハリュール・ハンセンが先制点を決め、後半25分にブランドゥル・オルセンが追加点を決め、後半39分にギリシャのソクラティス・パパスタソプーロスに1点返されるも、2-1で勝利した。この2勝により、2014年10月には187位だったFIFAランキングを2015年7月には74位まで引き上げた。このほかアウェーのルーマニア戦、フィンランド戦でも0-1の僅差で敗北するなど全試合3失点以下に抑え、失点を改善した。予選10試合を2勝8敗の勝ち点6（6得点17失点）で終え、6ヶ国中5位で国際大会では2002 FIFAワールドカップ・予選以来の最下位脱出。
2018 FIFAワールドカップ・予選
2018 FIFAワールドカップ・ヨーロッパ予選では、ポルトガル、スイス、ハンガリー、ラトビア、アンドラと同組になった。今大会予選の組み合わせではFIFAランキングによってポット分けがされるが、フェロー諸島は上位から組み分けられる6つのポットからポット4に組み分けられた。ホームの試合では2017年9月3日のアンドラ戦で1-0の勝利。2016年9月6日のハンガリー戦、2017年10月7日のラトビア戦では共に0-0の引き分けに終わった。アウェーの試合でも2016年10月7日に行われたラトビア戦で2-0の勝利を挙げるなど予選10試合で2勝3分5敗の勝ち点9(4得点16失点)で終え、6カ国中4位で国際大会の予選では過去最高の4位となった。尚、試合数の半分以上を勝利もしくは引き分けにしたのも同国史上初であり、ラトビア、アンドラと史上初の2カ国に勝ち越しする記録も残した。
UEFAネーションズリーグ2018-19
2018年から初めて開催されているUEFAネーションズリーグ2018-19に参加。UEFAランキングに基づいた抽選によって最も下のカテゴリーであるリーグDに所属となった。リーグ戦ではアゼルバイジャン、コソボ、マルタと同組になった。初戦となる2018年9月7日に行われたホームのマルタ戦では3得点を挙げてリーグ戦初勝利を飾った(3-1)。最終的には1勝2分3敗の勝ち点5で3位となった。

## スタジアム

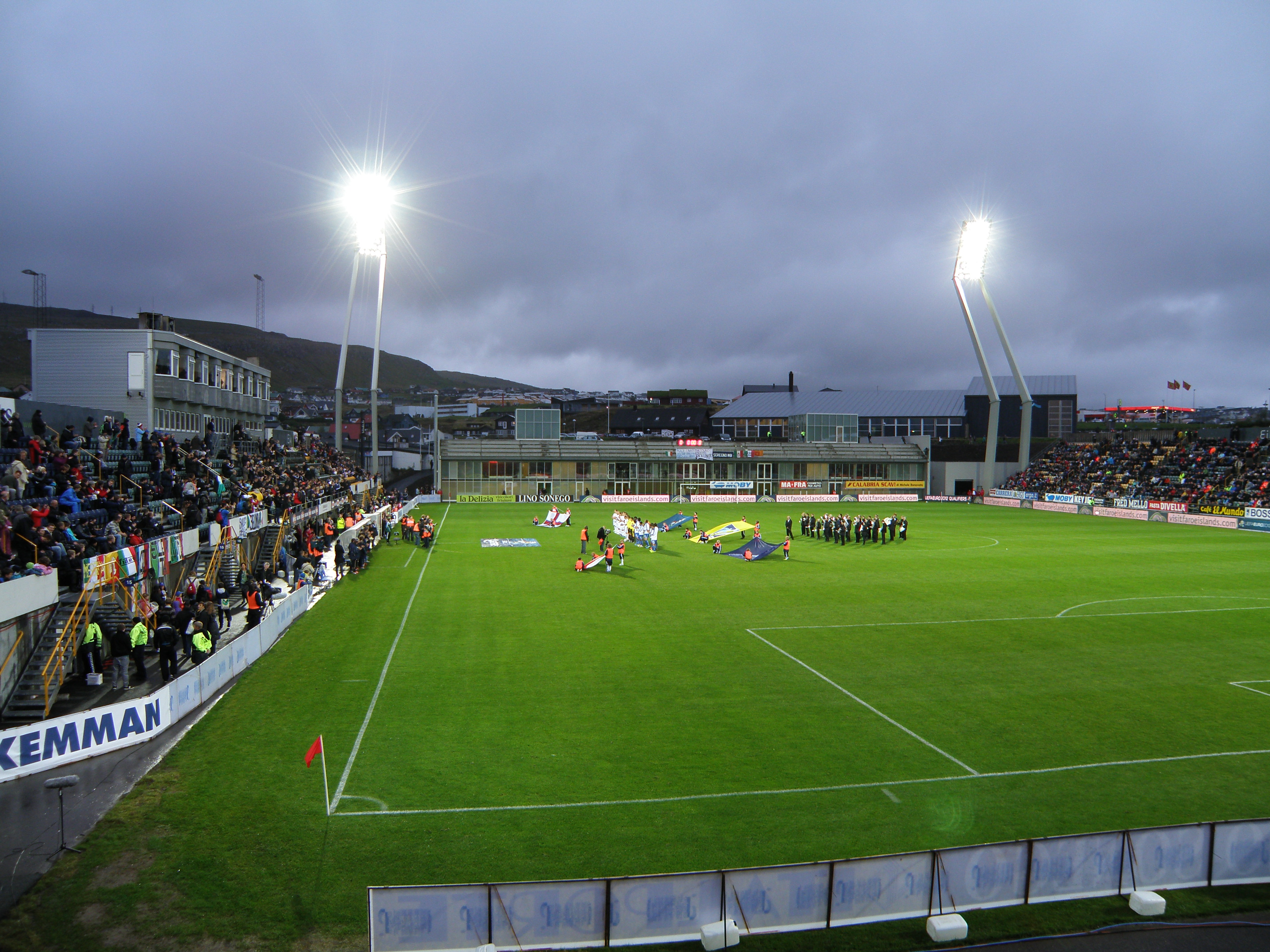
トースヴェリュール

フェロー諸島には平坦な土地がほとんどないため、1994年に岩山を爆破する大工事を行って国際規格を満たすトフティル・スタジアム(Svangaskarð)が建設され、2000年には首都トースハウンに天然芝のトースヴェリュールが建設された。なお、フェロー諸島にはトースハウンとトフティルにしか天然芝のグラウンドが存在せず、トップリーグの試合も人工芝のグラウンドで行われる。

## 人気
スコットランド人の船員がフェロー諸島にサッカーを伝えたため、英国流のプレースタイルを基調とし、フェロー諸島ではイングランド・プレミアリーグの人気が高い。1980年代にデンマーク人のヤン・メルビーがプレーしていたことなどからリヴァプールFCの人気が高く、「アーセナル・スタジアム・ミステリー」という映画の中でフェロー諸島が紹介されたことからアーセナルFCも人気がある。

## タイトル
- アイランド・ゲームズ サッカー競技 優勝 : 2回

1989, 1991

## 記録
非公式試合での最大得点差勝利は、1980年7月2日にアイスランドのソイザウルクロウクルで行われたグリーンランド戦(6-0)と、1989年7月6日にフェロー諸島のトースハウンで行われたアングルシー島戦(6-0)と、1989年7月12日にトースハウンで行われたオーランド諸島戦(7-1)である。公式試合での最大得点差勝利は、1995年5月25日にフェロー諸島のトフティルで行われたサンマリノ戦(3-0)である。
1988年以前の最大得点差敗北は、1985年7月10日にアイスランドのケフラヴィクで行われたアイスランド戦(0-9)である。1988年以降の最大得点差敗北は、1991年5月16日にユーゴスラビアのベオグラードで行われたユーゴスラビア戦(0-7)と、1992年5月6日にルーマニアのブカレストで行われたルーマニア戦(0-7)と、1993年8月11日にフェロー諸島のトフティルで行われたノルウェー戦(0-7)と、1996年10月6日にフェロー諸島のトフティルで行われたユーゴスラビア戦(1-8)である。

## 歴代記録
| 順位 | 選手                             | 期間      | 出場 | 得点 |
| ---- | -------------------------------- | --------- | ---- | ---- |
| 1    | フローズィ・ベンヤミンセン       | 1999-2017 | 94   | 6    |
| 2    | オーリ・ヨハネセン               | 1992-2007 | 83   | 1    |
| 3    | ヤークプ・ミッケルセン           | 1995-2012 | 73   | 0    |
| 4    | イェンス・マルティン・ヌードセン | 1988-2006 | 65   | 0    |
| 5    | ユリアン・ヨーンソン             | 1995-2006 | 62   | 4    |
| 6    | ヤークプ・アー・ボア             | 1998-2009 | 62   | 4    |
| 7    | アトリ・グレゲルセン             | 2009-     | 59   | 1    |
| 8    | ヨアン＝シムン・エドムンドソン   | 2009-     | 58   | 7    |
| 9    | ヨーン・ペテルセン               | 1995-2004 | 57   | 8    |
| 9    | ヨーナス・トーア・ナス           | 2008-     | 57   | 0    |
| 9    | グンナー・ニールセン             | 2009-     | 57   | 0    |

| 順位 | 選手                           | 期間      | 得点 | 出場 |
| ---- | ------------------------------ | --------- | ---- | ---- |
| 1    | ローグヴィ・ヤコブセン         | 1999-2009 | 10   | 53   |
| 2    | トディ・ヨーンソン             | 1991-2005 | 9    | 45   |
| 3    | ウニ・アルゲ                   | 1992-2002 | 8    | 37   |
| 3    | ヨーン・ペテルセン             | 1995-2004 | 8    | 57   |
| 5    | ヨアン＝シムン・エドムンドソン | 2009-     | 7    | 58   |
| 6    | フローズィ・ベンヤミンセン     | 1999-2017 | 6    | 94   |
| 7    | ハルル・ハンソン               | 2009-     | 5    | 48   |
| 8    | ヤン・アラン・ミュラー         | 1988-1998 | 4    | 34   |
| 8    | ユリアン・ヨーンソン           | 1995-2006 | 4    | 62   |
| 8    | ローグヴィ・バルドヴィンソン   | 2011-     | 4    | 45   |

### FIFAランキングの推移
FIFAランキングは過去48ヶ月間の国際Aマッチを対象とする。1993年、1999年、2006年、2018年7月に算出方法が改定されている。各年12月のランキングとポイントを掲載している。
| 1991年        | 1992年        | 1993年       | 1994年       | 1995年       | 1996年      | 1997年      | 1998年       | 1999年        | 2000年        |
| ------------- | ------------- | ------------ | ------------ | ------------ | ----------- | ----------- | ------------ | ------------- | ------------- |
|               |               | 115位(10pt)  | 133位(8pt)   | 120位(14pt)  | 135位(14pt) | 117位(23pt) | 125位(22pt)  | 112位(331pt)  | 117位(335pt)  |
| 2001年        | 2002年        | 2003年       | 2004年       | 2005年       | 2006年      | 2007年      | 2008年       | 2009年        | 2010年        |
| 117位(374pt)  | 114位(383pt)  | 126位(367pt) | 131位(367pt) | 132位(325pt) | 181位(31pt) | 194位(12pt) | 184位(42pt)  | 117位(222pt)  | 136位(171pt)  |
| 2011年        | 2012年        | 2013年       | 2014年       | 2015年       | 2016年      | 2017年      | 2018年       | 2019年        | 2020年        |
| 116位(285pt)  | 153位(151pt)  | 170位(87pt)  | 104位(317pt) | 97位(357pt)  | 83位(422pt) | 95位(364pt) | 98位(1238pt) | 110位(1181pt) | 107位(1183pt) |
| 2021年        | 2022年        |              |              |              |             |             |              |               |               |
| 123位(1137pt) | 123位(1146pt) |              |              |              |             |             |              |               |               |

- 黄色は現行FIFAポイント（2018年 - ）

## FIFAワールドカップの成績
| FIFAワールドカップ | FIFAワールドカップ | FIFAワールドカップ | FIFAワールドカップ | FIFAワールドカップ | FIFAワールドカップ | FIFAワールドカップ | FIFAワールドカップ |        | FIFAワールドカップ・予選 | FIFAワールドカップ・予選 | FIFAワールドカップ・予選 | FIFAワールドカップ・予選 | FIFAワールドカップ・予選 | FIFAワールドカップ・予選 |
| 開催年             | 結果               | 試合               | 勝利               | 引分               | 敗戦               | 得点               | 失点               | 試合   | 勝利                     | 引分                     | 敗戦                     | 得点                     | 失点                     |                          |
| ------------------ | ------------------ | ------------------ | ------------------ | ------------------ | ------------------ | ------------------ | ------------------ | ------ | ------------------------ | ------------------------ | ------------------------ | ------------------------ | ------------------------ | ------------------------ |
| 1930               | 不参加             | 不参加             | 不参加             | 不参加             | 不参加             | 不参加             | 不参加             | 不参加 | 不参加                   | 不参加                   | 不参加                   | 不参加                   | 不参加                   |                          |
| 1934               | 不参加             | 不参加             | 不参加             | 不参加             | 不参加             | 不参加             | 不参加             | 不参加 | 不参加                   | 不参加                   | 不参加                   | 不参加                   | 不参加                   |                          |
| 1938               | 不参加             | 不参加             | 不参加             | 不参加             | 不参加             | 不参加             | 不参加             | 不参加 | 不参加                   | 不参加                   | 不参加                   | 不参加                   | 不参加                   |                          |
| 1950               | 不参加             | 不参加             | 不参加             | 不参加             | 不参加             | 不参加             | 不参加             | 不参加 | 不参加                   | 不参加                   | 不参加                   | 不参加                   | 不参加                   |                          |
| 1954               | 不参加             | 不参加             | 不参加             | 不参加             | 不参加             | 不参加             | 不参加             | 不参加 | 不参加                   | 不参加                   | 不参加                   | 不参加                   | 不参加                   |                          |
| 1958               | 不参加             | 不参加             | 不参加             | 不参加             | 不参加             | 不参加             | 不参加             | 不参加 | 不参加                   | 不参加                   | 不参加                   | 不参加                   | 不参加                   |                          |
| 1962               | 不参加             | 不参加             | 不参加             | 不参加             | 不参加             | 不参加             | 不参加             | 不参加 | 不参加                   | 不参加                   | 不参加                   | 不参加                   | 不参加                   |                          |
| 1966               | 不参加             | 不参加             | 不参加             | 不参加             | 不参加             | 不参加             | 不参加             | 不参加 | 不参加                   | 不参加                   | 不参加                   | 不参加                   | 不参加                   |                          |
| 1970               | 不参加             | 不参加             | 不参加             | 不参加             | 不参加             | 不参加             | 不参加             | 不参加 | 不参加                   | 不参加                   | 不参加                   | 不参加                   | 不参加                   |                          |
| 1974               | 不参加             | 不参加             | 不参加             | 不参加             | 不参加             | 不参加             | 不参加             | 不参加 | 不参加                   | 不参加                   | 不参加                   | 不参加                   | 不参加                   |                          |
| 1978               | 不参加             | 不参加             | 不参加             | 不参加             | 不参加             | 不参加             | 不参加             | 不参加 | 不参加                   | 不参加                   | 不参加                   | 不参加                   | 不参加                   |                          |
| 1982               | 不参加             | 不参加             | 不参加             | 不参加             | 不参加             | 不参加             | 不参加             | 不参加 | 不参加                   | 不参加                   | 不参加                   | 不参加                   | 不参加                   |                          |
| 1986               | 不参加             | 不参加             | 不参加             | 不参加             | 不参加             | 不参加             | 不参加             | 不参加 | 不参加                   | 不参加                   | 不参加                   | 不参加                   | 不参加                   |                          |
| 1990               | 不参加             | 不参加             | 不参加             | 不参加             | 不参加             | 不参加             | 不参加             | 不参加 | 不参加                   | 不参加                   | 不参加                   | 不参加                   | 不参加                   |                          |
| 1994               | 予選敗退           | 予選敗退           | 予選敗退           | 予選敗退           | 予選敗退           | 予選敗退           | 予選敗退           | 10     | 0                        | 0                        | 10                       | 1                        | 38                       |                          |
| 1998               | 予選敗退           | 予選敗退           | 予選敗退           | 予選敗退           | 予選敗退           | 予選敗退           | 予選敗退           | 10     | 2                        | 0                        | 8                        | 10                       | 31                       |                          |
| 2002               | 予選敗退           | 予選敗退           | 予選敗退           | 予選敗退           | 予選敗退           | 予選敗退           | 予選敗退           | 10     | 2                        | 1                        | 7                        | 6                        | 23                       |                          |
| 2006               | 予選敗退           | 予選敗退           | 予選敗退           | 予選敗退           | 予選敗退           | 予選敗退           | 予選敗退           | 10     | 0                        | 1                        | 9                        | 4                        | 27                       |                          |
| 2010               | 予選敗退           | 予選敗退           | 予選敗退           | 予選敗退           | 予選敗退           | 予選敗退           | 予選敗退           | 10     | 1                        | 1                        | 8                        | 5                        | 20                       |                          |
| 2014               | 予選敗退           | 予選敗退           | 予選敗退           | 予選敗退           | 予選敗退           | 予選敗退           | 予選敗退           | 10     | 0                        | 1                        | 9                        | 4                        | 29                       |                          |
| 2018               | 予選敗退           | 予選敗退           | 予選敗退           | 予選敗退           | 予選敗退           | 予選敗退           | 予選敗退           | 10     | 2                        | 3                        | 5                        | 4                        | 16                       |                          |
| 2022               | 予選敗退           | 予選敗退           | 予選敗退           | 予選敗退           | 予選敗退           | 予選敗退           | 予選敗退           | 10     | 1                        | 1                        | 8                        | 7                        | 23                       |                          |
| 合計               | 0/22               |                    |                    |                    |                    |                    |                    | 80     | 8                        | 8                        | 64                       | 41                       | 207                      |                          |

## UEFA欧州選手権の成績
| UEFA欧州選手権 | UEFA欧州選手権 | UEFA欧州選手権 | UEFA欧州選手権 | UEFA欧州選手権 | UEFA欧州選手権 | UEFA欧州選手権 | UEFA欧州選手権 |        | UEFA欧州選手権・予選 | UEFA欧州選手権・予選 | UEFA欧州選手権・予選 | UEFA欧州選手権・予選 | UEFA欧州選手権・予選 | UEFA欧州選手権・予選 |
| 開催年         | 結果           | 試合           | 勝利           | 引分           | 敗戦           | 得点           | 失点           | 試合   | 勝利                 | 引分                 | 敗戦                 | 得点                 | 失点                 |                      |
| -------------- | -------------- | -------------- | -------------- | -------------- | -------------- | -------------- | -------------- | ------ | -------------------- | -------------------- | -------------------- | -------------------- | -------------------- | -------------------- |
| 1960           | 不参加         | 不参加         | 不参加         | 不参加         | 不参加         | 不参加         | 不参加         | 不参加 | 不参加               | 不参加               | 不参加               | 不参加               | 不参加               |                      |
| 1964           | 不参加         | 不参加         | 不参加         | 不参加         | 不参加         | 不参加         | 不参加         | 不参加 | 不参加               | 不参加               | 不参加               | 不参加               | 不参加               |                      |
| 1968           | 不参加         | 不参加         | 不参加         | 不参加         | 不参加         | 不参加         | 不参加         | 不参加 | 不参加               | 不参加               | 不参加               | 不参加               | 不参加               |                      |
| 1972           | 不参加         | 不参加         | 不参加         | 不参加         | 不参加         | 不参加         | 不参加         | 不参加 | 不参加               | 不参加               | 不参加               | 不参加               | 不参加               |                      |
| 1976           | 不参加         | 不参加         | 不参加         | 不参加         | 不参加         | 不参加         | 不参加         | 不参加 | 不参加               | 不参加               | 不参加               | 不参加               | 不参加               |                      |
| 1980           | 不参加         | 不参加         | 不参加         | 不参加         | 不参加         | 不参加         | 不参加         | 不参加 | 不参加               | 不参加               | 不参加               | 不参加               | 不参加               |                      |
| 1984           | 不参加         | 不参加         | 不参加         | 不参加         | 不参加         | 不参加         | 不参加         | 不参加 | 不参加               | 不参加               | 不参加               | 不参加               | 不参加               |                      |
| 1988           | 不参加         | 不参加         | 不参加         | 不参加         | 不参加         | 不参加         | 不参加         | 不参加 | 不参加               | 不参加               | 不参加               | 不参加               | 不参加               |                      |
| 1992           | 予選敗退       | 予選敗退       | 予選敗退       | 予選敗退       | 予選敗退       | 予選敗退       | 予選敗退       | 8      | 1                    | 1                    | 6                    | 3                    | 26                   |                      |
| 1996           | 予選敗退       | 予選敗退       | 予選敗退       | 予選敗退       | 予選敗退       | 予選敗退       | 予選敗退       | 10     | 2                    | 0                    | 8                    | 10                   | 35                   |                      |
| 2000           | 予選敗退       | 予選敗退       | 予選敗退       | 予選敗退       | 予選敗退       | 予選敗退       | 予選敗退       | 10     | 0                    | 3                    | 7                    | 4                    | 17                   |                      |
| 2004           | 予選敗退       | 予選敗退       | 予選敗退       | 予選敗退       | 予選敗退       | 予選敗退       | 予選敗退       | 8      | 0                    | 1                    | 7                    | 7                    | 18                   |                      |
| 2008           | 予選敗退       | 予選敗退       | 予選敗退       | 予選敗退       | 予選敗退       | 予選敗退       | 予選敗退       | 12     | 0                    | 0                    | 12                   | 4                    | 43                   |                      |
| 2012           | 予選敗退       | 予選敗退       | 予選敗退       | 予選敗退       | 予選敗退       | 予選敗退       | 予選敗退       | 10     | 1                    | 1                    | 8                    | 6                    | 26                   |                      |
| 2016           | 予選敗退       | 予選敗退       | 予選敗退       | 予選敗退       | 予選敗退       | 予選敗退       | 予選敗退       | 10     | 2                    | 0                    | 8                    | 6                    | 17                   |                      |
| 2020           | 予選敗退       | 予選敗退       | 予選敗退       | 予選敗退       | 予選敗退       | 予選敗退       | 予選敗退       | 10     | 1                    | 0                    | 9                    | 4                    | 30                   |                      |
| 合計           | 0/16           |                |                |                |                |                |                | 78     | 7                    | 6                    | 65                   | 44                   | 212                  |                      |

## アイランドゲームズの成績
| 開催年 | 結果   | 試合   | 勝利   | 引分   | 敗戦   | 得点   | 失点   |
| ------ | ------ | ------ | ------ | ------ | ------ | ------ | ------ |
| 1989   | 優勝   | 4      | 4      | 0      | 0      | 20     | 1      |
| 1991   | 優勝   | 4      | 4      | 0      | 0      | 13     | 5      |
| 1993   | 不参加 | 不参加 | 不参加 | 不参加 | 不参加 | 不参加 | 不参加 |
| 1995   | 不参加 | 不参加 | 不参加 | 不参加 | 不参加 | 不参加 | 不参加 |
| 1997   | 不参加 | 不参加 | 不参加 | 不参加 | 不参加 | 不参加 | 不参加 |
| 1999   | 不参加 | 不参加 | 不参加 | 不参加 | 不参加 | 不参加 | 不参加 |
| 2001   | 不参加 | 不参加 | 不参加 | 不参加 | 不参加 | 不参加 | 不参加 |
| 2003   | 不参加 | 不参加 | 不参加 | 不参加 | 不参加 | 不参加 | 不参加 |
| 2005   | 不参加 | 不参加 | 不参加 | 不参加 | 不参加 | 不参加 | 不参加 |
| 2007   | 不参加 | 不参加 | 不参加 | 不参加 | 不参加 | 不参加 | 不参加 |
| 2009   | 不参加 | 不参加 | 不参加 | 不参加 | 不参加 | 不参加 | 不参加 |
| 2011   | 不参加 | 不参加 | 不参加 | 不参加 | 不参加 | 不参加 | 不参加 |
| 2013   | 不参加 | 不参加 | 不参加 | 不参加 | 不参加 | 不参加 | 不参加 |
| 2015   | 不参加 | 不参加 | 不参加 | 不参加 | 不参加 | 不参加 | 不参加 |
| 合計   | 2/14   | 8      | 8      | 0      | 0      | 33     | 6      |

## UEFAネーションズリーグの成績
| シーズン | ディビジョン | ディビジョン | ディビジョン | ディビジョン | ディビジョン | ディビジョン | ディビジョン | ディビジョン | ディビジョン | ディビジョン |
| シーズン | Tier         | グループ     | 試           | 勝           | 分           | 敗           | 得           | 失           | 点           | 順位         |
| -------- | ------------ | ------------ | ------------ | ------------ | ------------ | ------------ | ------------ | ------------ | ------------ | ------------ |
| 2018-19  | Ｄ           | ３           |              |              |              |              |              |              |              |              |

## 歴代監督

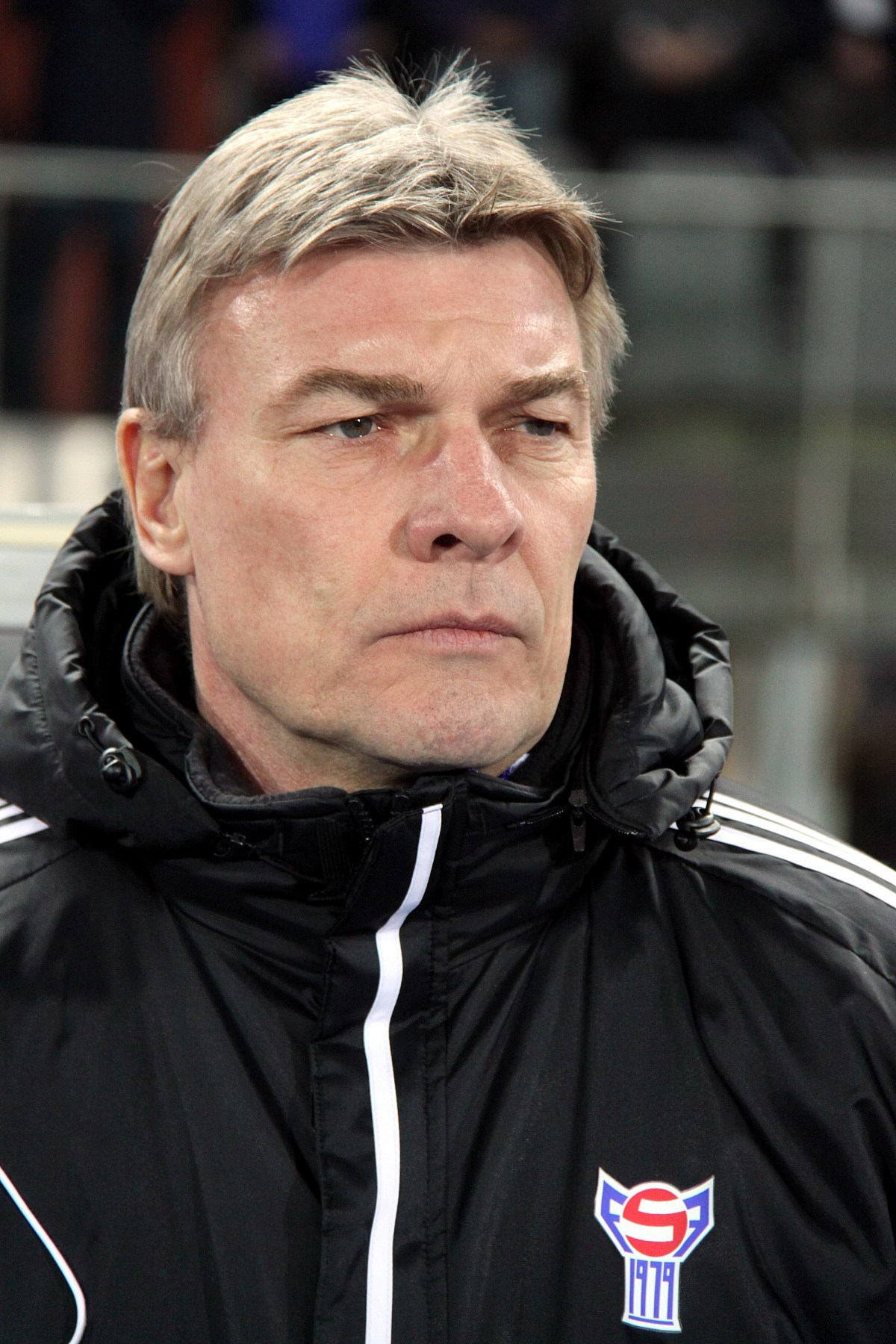
2011年から2019年まで指揮を執るオルセン監督

| 名前                               | 備考     | 在任期間  |
| ---------------------------------- | -------- | --------- |
| パール・グズラウグソン             |          | 1988–93   |
| Johan Nielsen & Jógvan Norðbúð     | 暫定監督 | 1993      |
| アラン・シモンセン                 |          | 1994–2001 |
| ヘンリク・ラーセン                 |          | 2002–05   |
| イェグヴァン・マルティン・オルセン |          | 2006–08   |
| Heðin Askham                       | 暫定監督 | 2009      |
| ブライアン・カー                   |          | 2009–11   |
| ラルス・オルセン                   |          | 2011–2019 |
| ホーカン・エリクソン               |          | 2019-     |

## 歴代キャプテン
- Jóannes Jakobsen
- イェンス・マルティン・クヌートセン
- ヤン・ダム
- イェンス・クリスティアン・ハンセン
- オーリ・ヨハネセン
- ヤクップ・ミッケルセン
- Fróði Benjaminsen

## 歴代選手
GK
- テイター・ゲストソン（英語版）

- グンナー・ニールセン
- マティアス・ラムハウゲ（英語版）
- バーダー・レイナトロド（英語版）
- ビャルティ・ムルク

DF
- ヘイニ・バトンスダル（英語版）

- オドマル・フェアレー（英語版）
- ソンニ・ナッテスタッド（英語版）
- ハーダー・アスクハム（英語版）
- バルタル・ワルダム（英語版）
- アンドリアス・エリクセン（英語版）

- アトリ・グレゲルセン（英語版）

- ヴィリョルムル・ダヴィドセン（英語版）
- マルティン・アウナーソン
- ジリ・ロランソン（英語版）
- ヒーリ・モーア
- マグヌス・エギルソン（英語版）

- ヨアネス・ダニエルセン（英語版）
- レグヴィ・バルドヴィンソン
- ハヌス・ソーレンセン
- アンドリアス・エドムンドソン（英語版）
- グンナー・ヴァトンハマル（英語版）
- フロディ・ベンヤミンセン（英語版）

- アリ・ヨンソン（英語版）
- ダニエル・ヨハンセン（英語版）

- ヤン・ベンヤミンセン

MF
- ヤクプ・アンドレアセン（英語版）
- トロンドゥル・イェンセン
- ブランドゥル・ヘンドリクソン・オルセン
- ハルル・ハンソン
- ソルビ・ヴァトンハマル（英語版）
- ヨアネス・ビャルタリ（英語版）
- マッズ・ミッケルセン（英語版）
- レネ・ヨエンセン（英語版）
- アンドレアス・ヨハンセン（英語版）
- アルンビョルン・スヴェンソン（英語版）

FW
- メインハルド・オルセン
- アルニ・フレデリックスバーグ（英語版）

- ヨアン＝シムン・エドムンドソン
- パトリク・ヨハネセン（英語版）
- カイ・レオ・イ・バルタルストヴ
- クラミン・オルセン（英語版）
- ペーター・クヌセン（英語版）
- ヒルマー・レオン・ヤコブセン（英語版）
- ハネス・アグナルソン（英語版）
- アドリアン・ユスティヌセン（英語版）
- パートル・ピーターセン